# 杨沐 (1977年)
楊沐（1977年5月—），女，贵州贵阳人，中共党员。在职研究生学历。曾任云南省商务厅党组书记、厅长、中国（云南）自由贸易试验区工作领导小组办公室主任。现任中华人民共和国商务部市场体系建设司司长。

## 生平
曾任云南省人民政府外事办公室（省人民政府港澳事务办公室）副主任、党组成员。
2020年4月出任云南省妇联党组书记、主席。
2021年7月任云南省人民政府外事办公室主任。
2024年1月任云南省商务厅党组书记、厅长。
2024年10月任商务部市场体系建设司司长。